# ユリツァ・プルシル
ユリツァ・プルシル（Jurica Pršir、2000年5月29日 - ）は、クロアチア・ザグレブ出身のサッカー選手。HNKゴリツァ所属。ポジションはMF。

## クラブ経歴
ザグレブに生まれ、2013年からNKディナモ・ザグレブで育成されていた。しかし、2018年に国内のライバルチームであるHNKハイドゥク・スプリトへ移籍し、トップチームでの出場機会を期待したものの在籍2シーズンでその機会は訪れなかった。
2020年10月12日、4年契約でHNKゴリツァへと完全移籍をした。ゴリツァではレギュラーの座を確保し、2022-23シーズン終了後にはVfBシュトゥットガルトやFCシャルケ04といったドイツ方面からの関心が報じられた。

## 代表経歴
2015年からクロアチアの各世代別代表に招集されており、2017年にはUEFA U-17欧州選手権2017に出場した。